# Liste der Monuments historiques in Bords
Die Liste der Monuments historiques in Bords führt die Monuments historiques in der französischen Gemeinde Bords auf.

## Liste der Bauwerke
| Bezeichnung      | Beschreibung                                        | Standort          | Kennzeichnung | Schutzstatus | Datum | Bild           |
| ---------------- | --------------------------------------------------- | ----------------- | ------------- | ------------ | ----- | -------------- |
| Kirche St-Vivien | Erbaut im 12. und 15. Jahrhundert                   | (Lage)            | PA00104625    | Classé       | 1984  | weitere Bilder |
| Logis            | Klassizistisches Landhaus mit Park, 19. Jahrhundert | L’Hôpiteau (Lage) | PA17000069    | Inscrit      | 2005  |                |

## Liste der Objekte
Zum Verständnis siehe: Kirchenausstattung

### Kirche St-Vivien
| Bezeichnung | Beschreibung                                                                                  | Standort | Kennzeichnung | Schutzstatus | Datum | Bild |
| ----------- | --------------------------------------------------------------------------------------------- | -------- | ------------- | ------------ | ----- | ---- |
| Seitenaltar | Holz, 18. Jahrhundert                                                                         | (Lage)   | PM17001333    | Inscrit      | 1983  |      |
| Hochaltar   | Altar, Tabernakel und Ziborium; Stein und Holz, stuckiert und farbig gefasst, 19. Jahrhundert | (Lage)   | PM17001334    | Inscrit      | 1983  |      |